# Bufo
Bufo és un gènere d'amfibis de la família dels bufònids que conté al voltant de 150 espècies.

## Distribució geogràfica
El gènere Bufo és molt cosmopolita, ja que se'l pot trobar a tot el planeta sota condicions molt adverses. No obstant això, és absent de les regions polars, d'Austràlia -llevat de Bufo marinus, del qual se sospita que hi va ser introduït-, de Nova Guinea i illes adjacents.

## Descripció
- Són anurs de cos robust i rodanxó, potes posteriors relativament curtes, cos cobert de berrugues, glàndules parotoïdals ben desenvolupades i pupil·la horitzontal.
- Són espècies preferentment nocturnes i terrestres.

## Taxonomia

### SubgènereBufo
| Nom comú | Nom binomial                               |
| -------- | ------------------------------------------ |
|          | Bufo aspinius (Yang, Liu, i Rao, 1996)     |
|          | Bufo bankorensis (Barbour, 1908)           |
|          | Bufo bufo (Linnaeus, 1758)                 |
|          | Bufo gargarizans (Cantor, 1842)            |
|          | Bufo japonicus (Temminck i Schlegel, 1838) |
|          | Bufo kabischi (Herrmann i Kühnel, 1997)    |
|          | Bufo minshanicus (Stejneger, 1926)         |
|          | Bufo tibetanus (Zarevskij, 1926)           |
|          | Bufo torrenticola (Matsui, 1976)           |
|          | Bufo tuberculatus (Zarevskij, 1926)        |
|          | Bufo verrucosissimus (Pallas, 1814)        |
|          | Bufo wolongensis (Herrmann & Kühnel, 1997) |

### Grup "Bufo"
| Nom comú | Nom binomial                                |
| -------- | ------------------------------------------- |
|          | Bufo ailaoanus (Kou, 1984)                  |
|          | Bufo arabicus (Heyden, 1827)                |
|          | Bufo atukoralei (Bogert & Senanayake, 1966) |
|          | Bufo beddomii (Günther, 1876)               |
|          | Bufo brevirostris (Rao, 1937)               |
|          | Bufo cryptotympanicus (Liu & Hu, 1962)      |
|          | Bufo dhufarensis (Parker, 1931)             |
|          | Bufo dodsoni (Boulenger, 1895)              |
|          | Bufo hololius (Günther, 1876)               |
|          | Bufo kotagamai (Fernando & Dayawansa, 1994) |
|          | Bufo koynayensis (Soman, 1963)              |
|          | Bufo mauritanicus (Schlegel, 1841)          |
|          | Bufo olivaceus (Blanford, 1874)             |
|          | Bufo pageoti (Bourret, 1937)                |
|          | Bufo parietalis (Boulenger, 1882))          |
|          | Bufo pentoni (Anderson, 1893)               |
|          | Bufo scaber (Schneider, 1799)               |
|          | Bufo scorteccii (Balletto & Cherchi, 1970)  |
|          | Bufo silentvalleyensis (Pillai, 1981)       |
|          | Bufo stejnegeri (Schmidt, 1931)             |
|          | Bufo stomaticus (Lütken, 1864)              |
|          | Bufo stuarti (Smith, 1929)                  |
|          | Bufo sumatranus (Peters, 1871)              |
|          | Bufo tihamicus (Balletto & Cherchi, 1973)   |
|          | Bufo valhallae (Meade-Waldo, 1909)          |

### SubgènereNannophryne
Només conté 4 espècies i es troba a Sud-amèrica.
| Nom comú | Nom binomial                                                 |
| -------- | ------------------------------------------------------------ |
|          | Bufo apolobambica (De la Riva, Ninon Ríos, i Aparicio, 2005) |
|          | Bufo cophotis (Boulenger, (1900)                             |
|          | Bufo corynetes (Duellman i Ochoa-M., 1991)                   |
|          | Bufo variegata (Günther, 1870)                               |

### SubgènereOlletis
Conté 33 espècies.
| Nom comú | Nom binomial                                               |
| -------- | ---------------------------------------------------------- |
|          | Bufo alvarius (Girard a Baird, 1859)                       |
|          | Bufo aucoinae (O'Neill & Mendelson, 2004)                  |
|          | Bufo bocourti (Brocchi, 1877)                              |
|          | Bufo campbelli (Mendelson, 1994)                           |
|          | Bufo canaliferus (Cope, 1877)                              |
|          | Bufo cavifrons (Firschein, 1950)                           |
|          | Bufo coccifer (Cope, 1866)                                 |
|          | Bufo coniferus (Cope, 1862)                                |
|          | Bufo cristatus (Wiegmann, 1833)                            |
|          | Bufo cycladen (Lynch & Smith, 1966)                        |
|          | Bufo fastidiosus (Cope, 1875)                              |
|          | Bufo gemmifer (Taylor, 1940)                               |
|          | Bufo holdridgei (Taylor, 1952)                             |
|          | Bufo ibarrai (Stuart, 1954)                                |
|          | Bufo intermedius (Günther, 1858)                           |
|          | Bufo leucomyos (McCranie & Wilson, 2000)                   |
|          | Bufo luetkenii (Boulenger, 1891)                           |
|          | Bufo macrocristatus (Firschein & Smith, 1957)              |
|          | Bufo marmoreus (Wiegmann, 1833)                            |
|          | Bufo mazatlanensis (Taylor, 1940)                          |
|          | Bufo melanochlorus (Cope, 1877)                            |
|          | Bufo nebulifer (Girard, 1854)                              |
|          | Bufo occidentalis (Camerano, 1879)                         |
|          | Bufo peripatetes (Savage, 1972)                            |
|          | Bufo perplexus (Taylor, 1943)                              |
|          | Bufo pisinnus (Mendelson, Williams, Sheil & Mulcahy, 2005) |
|          | Bufo porteri (Mendelson, Williams, Sheil & Mulcahy, 2005)  |
|          | Bufo signifer (Mendelson, Williams, Sheil & Mulcahy, 2005) |
|          | Bufo spiculatus (Mendelson, 1997)                          |
|          | Bufo tacanensis (Smith, 1952)                              |
|          | Bufo tutelarius (Mendelson, 1997)                          |
|          | Bufo valliceps (Wiegmann, 1833)                            |

### SubgènerePeltophryne
Conté 11 espècies distribuïdes a les Grans Antilles.
| Nom comú | Nom binomial                        |
| -------- | ----------------------------------- |
|          | Bufo cataulaciceps (Schwartz, 1959) |
|          | Bufo empusus (Cope, 1862)           |
|          | Bufo fluviaticus (Schwartz, 1972)   |
|          | Bufo fractus (Schwartz, 1972)       |
|          | Bufo fustiger (Schwartz, 1960)      |
|          | Bufo guentheri (Cochran, 1941)      |
|          | Bufo gundlachi (Ruibal, 1959)       |
|          | Bufo lemur (Cope, 1869)             |
|          | Bufo longinasus (Stejneger, 1905)   |
|          | Bufo peltocephalus (Tschudi, 1838)  |
|          | Bufo taladai (Schwartz, 1960)       |

### SubgènerePhrynoidis
Conté dues espècies.
| Nom comú | Nom binomial                   |
| -------- | ------------------------------ |
|          | Bufo asper (Gravenhorst, 1829) |
|          | Bufo juxtasper (Inger, 1964)   |

### SubgènerePoyntonophrynus
Conté deu espècies.
| Nom comú | Nom binomial                                |
| -------- | ------------------------------------------- |
|          | Bufo beiranus (Loveridge, 1932)             |
|          | Bufo damaranus (Mertens, 1954)              |
|          | Bufo dombensis (Bocage, 1895)               |
|          | Bufo fenoulheti (Hewitt & Methuen, 1912)    |
|          | Bufo grandisonae (Poynton & Haacke, 1993)   |
|          | Bufo hoeschi (Ahl, 1934)                    |
|          | Bufo kavangensis (Poynton & Broadley, 1988) |
|          | Bufo lughensis (Loveridge, 1932)            |
|          | Bufo parkeri (Loveridge, 1932)              |
|          | Bufo vertebralis (Smith, 1848)              |

### SubgènerePseudepidalea
Conté 15 espècies.
| Nom comú | Nom binomial                                                     |
| -------- | ---------------------------------------------------------------- |
|          | Bufo balearica (Boettger, 1880)                                  |
|          | Bufo boulengeri (Lataste, 1879)                                  |
|          | Bufo brongersmai (Hoogmoed, 1972)                                |
|          | Bufo latastii (Boulenger, 1882)                                  |
|          | Bufo luristanicus (Schmidt, 1952)                                |
|          | Bufo oblongus (Nikolskii, 1896)                                  |
|          | Bufo pewzowi (Bedriaga, 1898)                                    |
|          | Bufo pseudoraddei (Mertens, 1971)                                |
|          | Bufo raddei (Strauch, 1876)                                      |
|          | Bufo surdus (Boulenger, 1891)                                    |
|          | Bufo turanensis (Hemmer, Schmidtler & Böhme, 1978)               |
|          | Bufo variabilis (Pallas, 1769)                                   |
|          | Bufo viridis (Laurenti, 1768)                                    |
|          | Bufo zamdaensis (Fei, Ye, i Huang a Fei, Ye, Huang & Chen, 1999) |
|          | Bufo zugmayeri (Eiselt & Schmidtler, 1973)                       |

### SubgènereRhaebo
Conté 8 espècies.
| Nom comú | Nom binomial                              |
| -------- | ----------------------------------------- |
|          | Bufo anderssoni (Melin, 1941)             |
|          | Bufo blombergi (Myers & Funkhouser, 1951) |
|          | Bufo caeruleostictus (Günther, 1859)      |
|          | Bufo glaberrimus (Günther, 1869)          |
|          | Bufo guttatus (Schneider, 1799)           |
|          | Bufo haematiticus (Cope, 1862)            |
|          | Bufo hypomelas (Boulenger, 1913)          |
|          | Bufo nasicus (Werner, 1903)               |